# تاکه‌تویو
تاکه‌تویو (به لاتین: Taketoyo) یک منطقهٔ مسکونی در ژاپن است که در بخش چیتا، آیچی واقع شده‌است. تاکه‌تویو ۲۵٫۹۲ کیلومترمربع مساحت و ۴۲٬۷۳۸ نفر جمعیت دارد.